# Теодор Витковић
Теодор Витковић (19. век) био је српски сликар из Сремске Митровице.

## Дело
Теодор Витковић је радио иконостас у цркви Светог Николе у Крчедину. Урадио је позлату на цркви Светог Архистратига Михајла у Гргуревцима.